# Pekelský důl
Pekelský důl je přírodní rezervace severně od města Česká Kamenice v okrese Děčín. Oblast spravuje AOPK ČR Správa CHKO Labské pískovce. Důvodem ochrany je vlhká slatinná louka s masovým výskytem prstnatce májového (Dactylorhiza majalis) a dalších ohrožených druhů flóry a fauny. Tato lokalita představuje typickou ukázku zachovalých květných luk na území CHKO Labské pískovce.